# 아울루스 비키리우스 프로쿨루스
아울루스 비키리우스 프로쿨루스(Aulus Vicirius Proculus)는 서기 1세기 후반에 활동한 로마 제국의 원로원 의원이다. 그는 89년 9월부터 12월까지 눈디니움 기간 마니우스 라베리우스 막시무스를 동료 집정관으로 둔 보좌 집정관이었다. 프로쿨루스는 현존하는 비문들을 통해서만 알려졌다.
로널드 사임은 많은 비키리우스 일족들이 이탈리아의 이 지역들에서 비문들에서 등장한다는 점을 언급하며 그의 '겐틸리키움'이 에트루리아나 캄파니아 출신을 나타낸다고 추측하였다. 프로쿨루스는 클라우디우스 집권기에 스키티카 제4군단의 트리부누스 밀리툼과 플라멘 아우구스티로 확인된 아울루스 비키리우스 A.f. 프로쿨루스의 아들이었다. 프로쿨루스는 98년에 보좌 집정관을 지낸 아울루스 비키리우스 마르티알리스라는 형제가 있는 것으로 알려져 있다.
프로쿨루스의 원로원 경력 중에 알려진 유일한 것은 2008년에 연구되어 공개된 군사 인증서에서 나온 것이다. 이 문서는 비키리우스 프로쿨루스가 집정관을 지내고 5년 뒤인 93년에 브리타니아 총독임을 확인해준다.